# Aroniasläktet
Aroniasläktet är ett växtsläkte i familjen rosväxter. Den är hemmahörande i östra Nordamerika och utgörs av två eller tre arter. Dessa buskväxter odlas även som prydnads- eller häckväxter, samt ibland för sina bärs skull.

## Utseende
Aronior är småväxta 0,5–2 meter höga buskar som i Sverige sällsynt förekommer förvildade. De har omvänt äggrunda, fint sågade ovala blad där mittnerven på bladens ovansida nedtill har svarta tagglika hår. Blommorna i maj–juni är vita eller rosatonade och sitter i sammansatta kvastliknande ställningar. Varje blomma har cirka 20 ståndare och fem pistiller, som är hopväxta mot basen. Frukterna är i glänsande rött eller svart, och bladen får höstfärger i mörkt rött.

## Utbredning och släktskap
Släktet består av två eller tre arter. Förutom röd aronia (Aronia arbutifolia) och svart aronia (Aronia melanocarpa) finns den odlade varieteten slånaronia (Aronia x prunifolia) som kännetecknas av mörkt purpurfärgade frukter. Den är antingen en hybrid mellan de båda arterna eller en underart till svart aronia.
Under en period ansågs dessa arter höra till släktet Photinia. Man har även placerat arterna i släktena Mespilus, Pyrus, Adenorachis eller Sorbus. Molekylärbiologisk forskning från år 2010 har dock visat att Aronia och Photiniaarterna inte är nära besläktade.
Ursprunget är den vildväxande busken i östra USA. Svart aronia har använts av ursprungsbefolkningen för att lindra förkylningssymptom. På 1930-talet genomförde professor Ivan Mitjurin i Sovjetunionen växtförädling, i syfte att få fram sorter med större bär. På 1970-talet kom vissa av dessa nya sorter, som troligen innehåller gener från rönn, till Finland.

## Odling och användning
Aronia odlas i Sverige som prydnadsväxt eller friväxande i häckar. Växten är härdig upp till mittersta delen av landet.

### Bären
Bären är färska något fadda och rika på garvsyra. Efter frostknäppar märks – i likhet med rönnbär – deras höga sockerinnehåll tydligare. De har ett mycket högt innehåll av antioxidanter och färgämnen.
Svarta aroniabär kan användas till mat och efterrätter, till exempel till saftkräm eller pressade för dryck. De kan också torkas. Bären är dock fattiga på pektin, vilket innebär att pektin kan behöva tillsättas vid syltning.

### Olika länder
Globalt är aroniabär en stor produkt. I Tyskland finns en stor efterfrågan liksom i Österrike. Kina bedöms vara den intressantaste marknaden.
I Polen fanns tidigare, när det var som störst, aroniaodlingar på upp till 40 000 hektar. Bärodlingen i Polen har dock fått betydande problem på grund av klimatförändringarna, bland annat torka.
I Finland odlades 2021 aronia på cirka 100 hektar, men redan 2022 planerades odlingarna utökas med ytterligare ett par hundra hektar. Produktionen 2021 uppgick till 100 ton bär, vilket bedömdes utökas till minst 200 ton år 2022.

## Karaktäristika
Röd och svart aronia har olika fruktsättning och mognad. Frukterna hos den förstnämnda mognar i september/oktober, medan de hos svart aronia blir mogna redan i augusti. Frukterna hos röd aronia hänger – i likhet med hos oxel och rönn – kvar under hela hösten, medan de hos den svarta aronian senare skrumpnar och faller av. Svart aronia kan ibland förväxlas med häckoxbär.
|                           | Röd aronia (A. arbutifolia)  | Svart aronia (A. melanocarpa)    |
| ------------------------- | ---------------------------- | -------------------------------- |
| Fruktfärg                 | Körsbärsröd                  | Svart                            |
| Fruktstorlek              | <8 mm                        | >7 mm                            |
| Fruktmognad               | Sep.-okt.                    | Sent i juli–aug.                 |
| Frukten kvarhänger/faller | Hänger kvar tills vintern    | Skrumpnar och faller av          |
| Hårighet                  | Håriga blad, stam och blomma | Hårlösa blad, stam och blomma    |
| Buskform                  | Upprätt, grenlös nederdel    | Rundad, grenad nederdel          |
| Biotop                    | Främst våtmarker             | Både våtmarker och övrigt mark   |
| Utbredning                | Sydöstra USA:s kustområden   | Nordöstra USA samt Mellanvästern |

- Källor: [6]

## Galleri

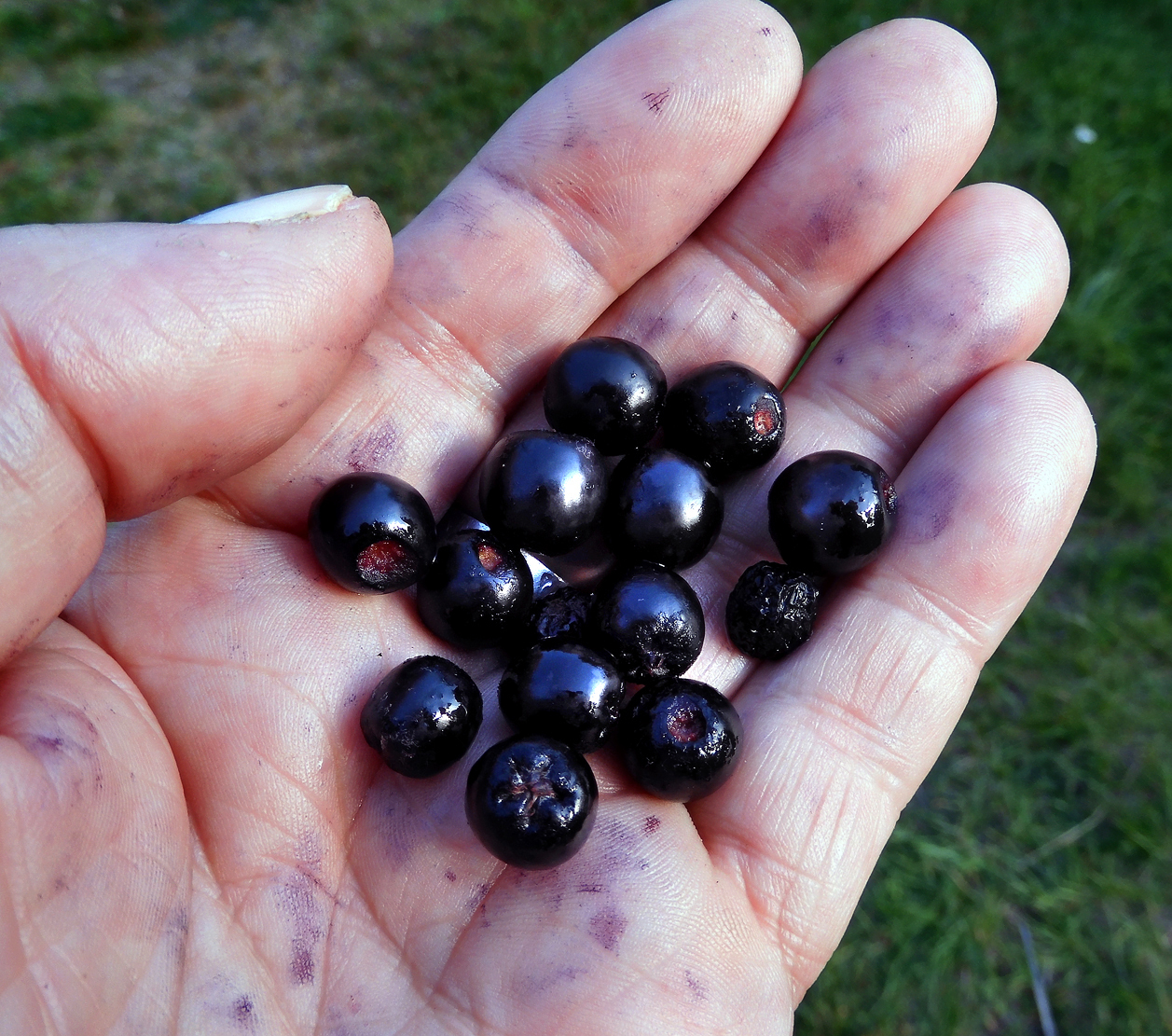
Aroniabär är starkt färgande och rikt på anthocyanin.
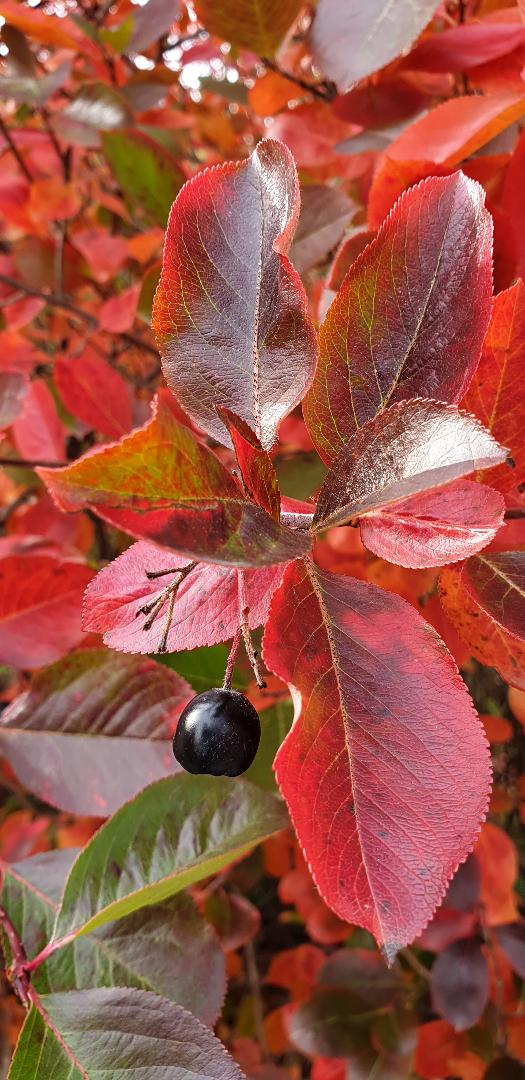
Svart aronia (A. melanocarpa) i höstfärger.
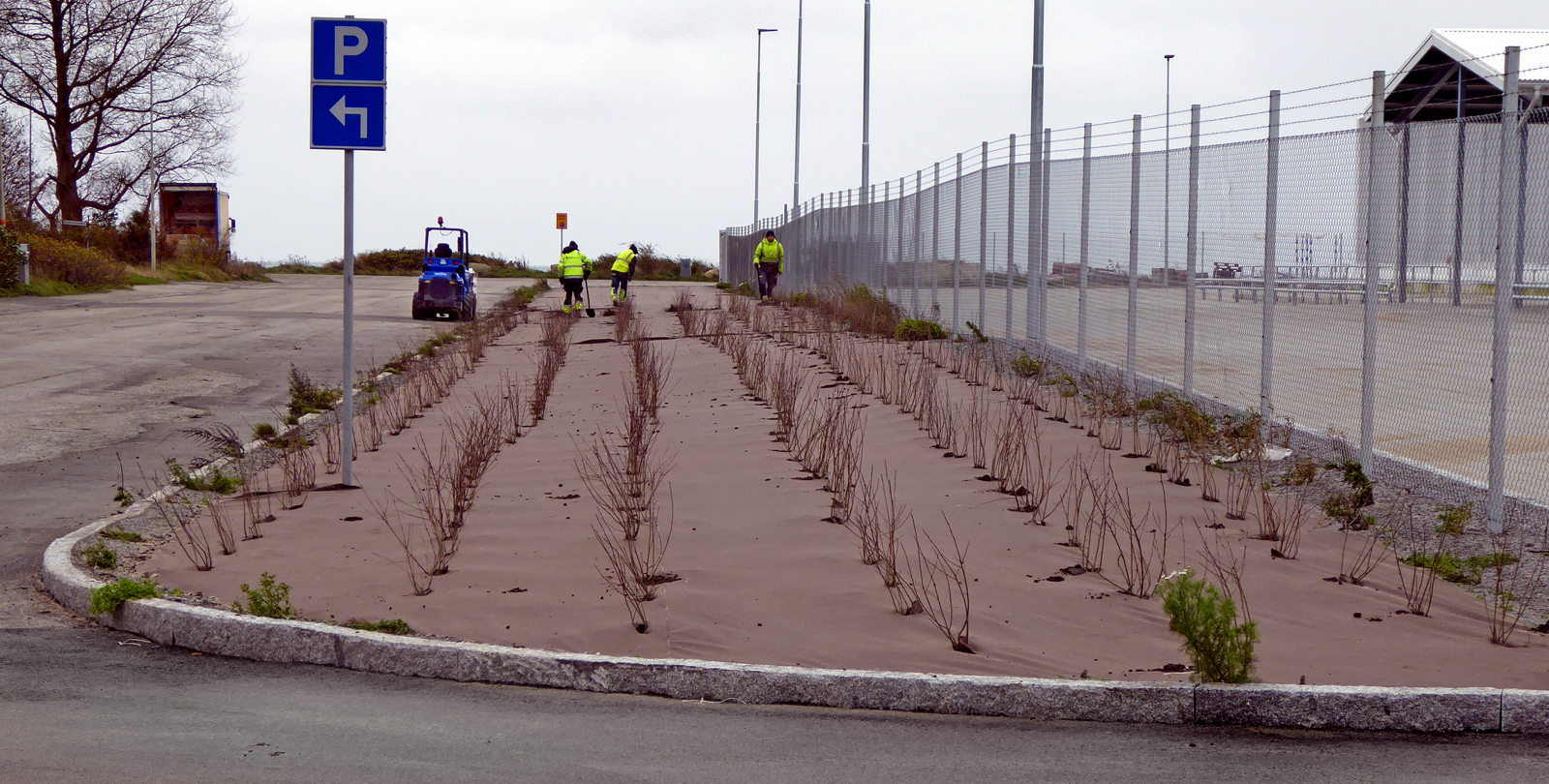
Plantering av Aronia längs Dragongatan i Ystad.